# Sebastiano Filippi

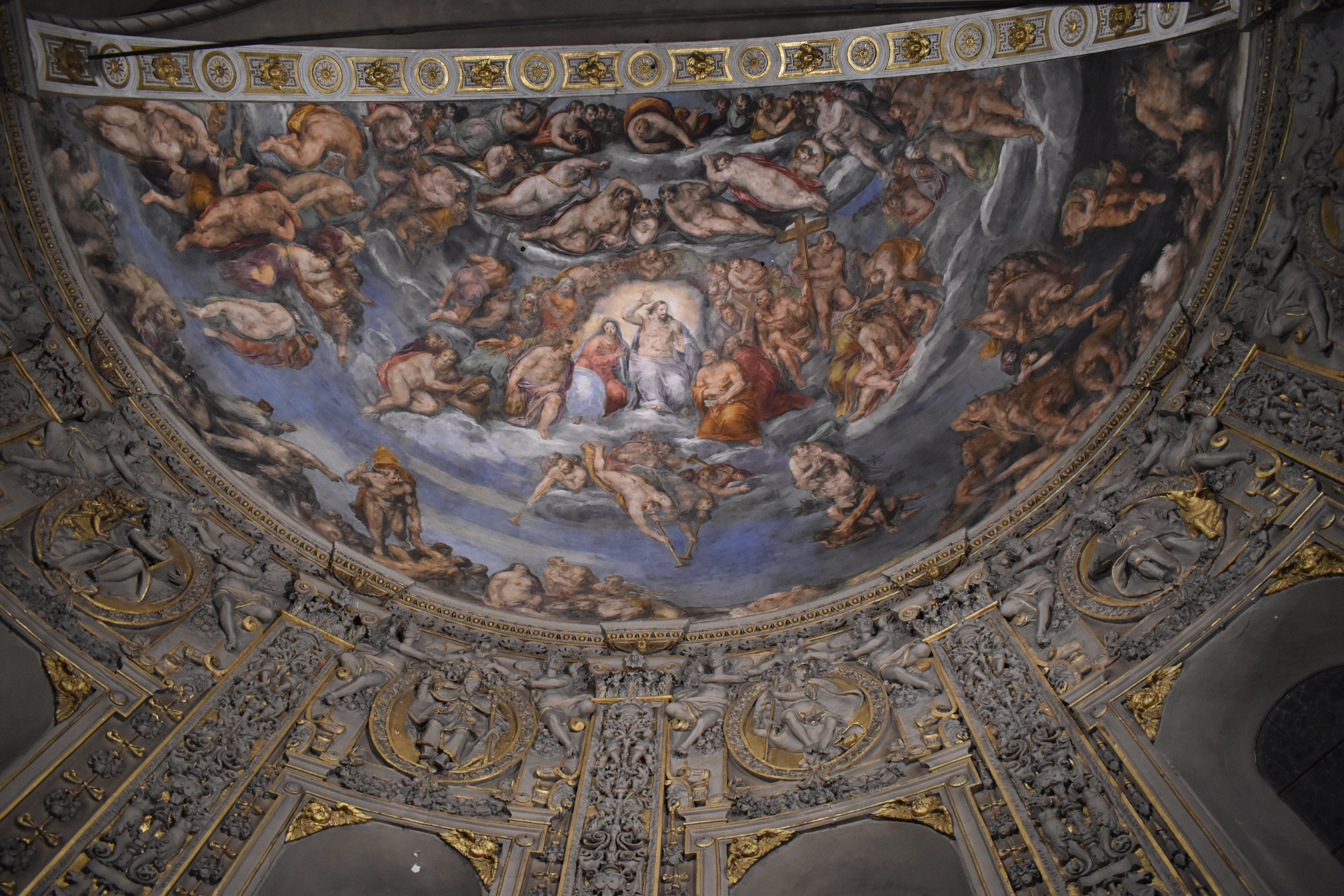
Giudizio Universale, cattedrale di Ferrara

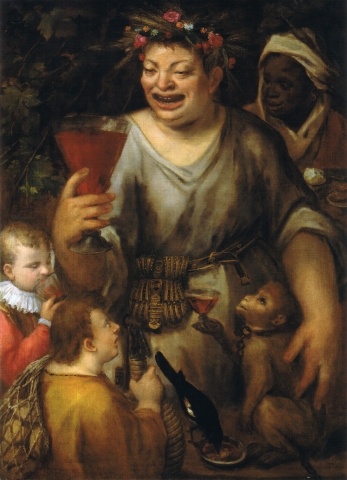
Allegoria di Bacco, Fondazione Cassa Risparmio di Ferrara

Sebastiano Filippi, detto comunemente Bastianino (Ferrara, 1528 circa? – Ferrara, 23 agosto 1602), è stato un pittore italiano.

## Biografia
Figlio di Camillo Filippi, pittore manierista, con il fratello Cesare Filippi è stato uno dei principali esponenti della scuola ferrarese del XVI secolo. 
Tra le sue opere più importanti l'affresco raffigurante il Giudizio Universale, realizzato tra il 1577 e il 1581, nel catino absidale della cattedrale di Ferrara.
Una sua tela ad olio (76x53 cm), Adorazione dei Pastori, è conservata nel Museo di Palazzo Ducale di Mantova.
Col padre Camillo ed il fratello Cesare lavorò a lungo, tra il 1555 ed il 1560, alle preziose tavole lignee che adornano il Camerino delle Duchesse, nel Palazzo Ducale della città estense.
Collaborò anche con Leonardo Brescia.